# Motokazu Mori
Motokazu Mori (em japonês: 毛利 元, Mōri Motokazu; 24 de julho de 1890 – 21 de janeiro de 1958) foi um cirurgião japonês e poeta de tanka que praticou no Havaí.

## Biografia
Mori nasceu no dia 24 de julho de 1890, em Nagasaki, Japão. Ele era o filho do médico e líder da comunidade Iga Mori. Criado no Japão por sua avó, cresceu e estudou medicina na Universidade Imperial de Kyushu e na Clínica Mayo. Em 1920, Mori viajou para o Havaí e começou a praticar medicina com seu pai. Ele obteve seu doutorado em 1936 pela Universidade Imperial de Tóquio. Foi um dos fundadores do Choon Shisha, um clube de tanka em Honolulu, e também tinha uma coluna regular no Nippu Jiji.
Mori casou-se com Misao Harada, filha de Tasuku Harada, em 1921. Eles tiveram quatro filhos. Seis anos depois, ela faleceu e, posteriormente, casou-se novamente, desta vez com Ishiko Shibuya, uma médica do Centro Médico de Kuakini. Eles tiveram dois filhos juntos.
Em 5 de dezembro de 1941, um repórter do Yomiuri Shimbun ligou para Mori para entrevistá-lo sobre a vida no Havaí. As respostas de Mori pareciam suspeitas para os agentes do FBI que estavam monitorando a ligação. Dois dias após o ataque à Pearl Harbor, ele e sua esposa Ishiko foram acusados de espionagem e presos. Mori foi transferido para o Campo de Internação de Sand Island em 5 de janeiro de 1942. Posteriormente, foi enviado para campos de encarceramento em Angel Island, Lordsburg e Santa Fé. Ele foi finalmente transferido para o campo da cidade de Crystal, no Texas, onde se reuniu com sua família. Ele e Ishiko trabalhavam como médicos no campo e ficaram impressionados com o número de pacientes. No entanto, eles encontraram tempo para criar um clube de poesia com Tokiji Takei e publicar a antologia, Nagareboshi.
Mori retornou ao Havaí em 10 de dezembro de 1945, retornando para a prática médica e reiniciando o Choon Shisha com Takei, Otokichi Ozaki e Kumaji Furuya. Ele faleceu em 21 de janeiro de 1958.